# Sønderborg (gemeente)
Sønderborg (Duits: Sonderburg) is een gemeente in de Deense regio Zuid-Denemarken (Syddanmark) met 74.801 inwoners (2017). Hoofdplaats is Sønderborg.
De gemeente Sønderborg had tot 2007 een oppervlakte van 54,45 km² en 30.555 inwoners. Bij de herindeling van 2007 werden de volgende gemeenten bij Sønderborg gevoegd: Augustenborg, Broager, Gråsten, Nordborg, Sundeved en Sydals. Daardoor bevat de gemeente nu het volledige eiland Als en het grootste deel van het schiereiland Sundeved.

## Plaatsen in de gemeente
- Sønderborg
- Vollerup
- Nordborg
- Oksbøl
- Stevning
- Svenstrup
- Asserballe
- Fynshav
- Lysabild
- Skovby
- Mommark
- Broager
- Tandslet
- Adsbøl
- Holm
- Avnbøl
- Blans
- Augustenborg
- Guderup
- Hundslev
- Ketting
- Kær
- Dybbøl
- Dynt
- Vester Sottrup
- Ullerup
- Egernsund
- Gråsten
- Nybøl
- Kværs
- Tørsbøl
- Rinkenæs
- Skodsbøl
- Høruphav
- Kirke Hørup
- Kegnæs
- Skelde
- Broager
- Stenderup

Aabenraa · Ærø · Assens · Billund · Esbjerg · Faaborg-Midtfyn · Fanø · Fredericia · Haderslev · Kerteminde · Kolding · Langeland · Middelfart · Nordfyn · Nyborg · Odense · Sønderborg · Svendborg · Tønder · Varde · Vejen · Vejle
- International Standard Name Identifier: 0000 0004 0379 1573
- MusicBrainz: 4e8fa629-d9dc-41bf-a8cd-d29f8e2f4420
- Nationale Bibliotheek van Israël: 987007562277505171